# Pelham Racquet Club Women's $25K Pro Circuit Challenger 2014
Il Pelham Racquet Club Women's $25K Pro Circuit Challenger 2014 è stato un torneo di tennis facente parte della categoria ITF Women's Circuit nell'ambito dell'ITF Women's Circuit 2014. Il torneo si è giocato a Pelham (Alabama) in USA dal 7 al 13 aprile 2014 su campi in terra rossa e aveva un montepremi di $25,000.

## Vincitrici

### Singolare
Laura Siegemund ha battuto in finale  Julija Putinceva con il punteggio di 6–1, 6–4

### Doppio
Danielle Lao /  Keri Wong hanno battuto in finale  Dia Evtimova /  Ilona Kramen' con il punteggio di 1–6, 6–4, [10–7]